# Thunderhawk
Thunderhawk in Dorney Park & Wildwater Kingdom (Allentown, Pennsylvania, USA) ist eine Holzachterbahn des Herstellers Philadelphia Toboggan Coasters mit der Seriennummer 41, die am 30. März 1924 als Coaster eröffnet wurde. Seit 1989 fährt sie unter dem Namen Thunderhawk.
Das Layout der Strecke besaß zur Eröffnung ein klassisches Out-and-Back-Design, wurde jedoch 1930 zu einem Figure-Eight-Design abgeändert. Die 843,4 m lange Strecke erreicht eine Höhe von 24,4 m und besitzt einen 19,8 m hohen First Drop, auf dem die Züge eine Höchstgeschwindigkeit von 72,4 km/h erreichen.

## Züge
Thunderhawk besitzt zwei Züge mit jeweils vier Wagen. In jedem Wagen können sechs Personen (drei Reihen à zwei Personen) Platz nehmen. Die Fahrgäste müssen mindestens 1,22 m groß sein, um mitfahren zu dürfen. Als Rückhaltesystem kommen Kopfstützen, Sicherheitsgurte und einfach einrastende Schoßbügel zum Einsatz.